# MyLabel
 (mai 2022).
L'article doit être relu — et modifié si nécessaire — par des contributeurs indépendants pour apporter un regard critique aux contributions effectuées en violation des conditions d'utilisation de Wikipédia, tant sur la forme (notamment concernant le style encyclopédique, la proportionnalité) que sur le fond (la neutralité de point de vue, la qualité et l'indépendance des sources).
myLabel est une application mobile, développée par la société myLabel, de notation de produits selon des critères santé, environnementaux et sociaux grâce à l'expertise d'associations et ONG indépendantes.

## Histoire
La société Mylabel est fondée par Christophe Hurbin, Tarik Tiré, Franck Leprou et Loïc Tanant.
Leur objectif est d'aider le consommateur à choisir les produits qu'il juge acceptables pour sa santé, pour l'environnement, ainsi que pour le reste de la société, et par là, d'inciter les industriels à améliorer la composition de qu'ils mettent sur le marché.
L'application vise en outre à faire prendre conscience au consommateur de l’impact des produits alimentaires vendus, en magasins ou en ligne.
L'application myLabel est choisie par le centre de recherche pour l'étude et l'observation des conditions de vie pour participer à l'étude référence CAF2021 sur les comportements et attitudes alimentaires des français.
Fondée à Arcueil, la start-up est financée par Bpifrance et la région Île-de-France. Elle est lauréate de Réseau Entreprendre 2017.

### Conception
Chaque utilisateur de l’application a la possibilité de sélectionner et de personnaliser les critères sur lesquels il veut s’engager : préserver la biodiversité, limiter la déforestation, ralentir le changement climatique, favoriser le commerce équitable. L'application permet au consommateur de se familiariser avec les impacts environnementaux et sociaux de ce qu’il achète.
Les évaluations proviennent de l’Agence de l'environnement et de la maîtrise de l'énergie (Ademe), de Greenpeace, du Réseau Action Climat, des Amis de la Terre, d'Oxfam ou encore de l’Institut national de la consommation,.

## Modèle économique
L'application est gratuite et multicritères. La société indique qu’elle se finance grâce à des études et des analyses auxquelles les professionnels peuvent s’abonner,.
Les données anonymes sont utilisées par des centres de recherche, comme le Crédoc.

## Nutri Perso
Nutri Perso est un score nutritionnel, se présentant comme un complément du Nutri-score, et qui est développé par les ingénieurs de l'INC, les experts du Crédoc et l'application Mylabel. Lancé en janvier 2022, le Nutri Perso propose une note personnalisée à chaque utilisateur en fonction de son profil — donc, une note adaptée à son comportement de consommateur,, compte tenu de son âge, de son sexe, et de la portion moyenne consommée. Nutri Perso est disponible dans l'application myLabel,.